# Klezmer Nova
Klezmer Nova, anciennement connu sous le nom Orient Express Moving Shnorers, est un groupe français de klezmer, originaire de Vincennes, dans le Val-de-Marne.

## Histoire
Klezmer Nova est formé en 1995 à l'occasion d'une fête du Yiddish organisée à la Cartoucherie de Vincennes, dans le Val-de-Marne. En 1999, le groupe accueille Olivier Hutman (ex-Chute Libre). Depuis sa création, Klezmer Nova, sous la direction musicale de Pierre Wekstein, a donné plus de 300 concerts en France et en Europe et enregistré 3 disques. Le groupe est composé de musiciens venant de divers horizons musicaux (jazz, rock, classique, Klezmer, musiques improvisées).
En 2012, ils sortent leur album L'Entre-deux.

## Membres
- Claude Brisset — basse
- Philippe Dallais — batterie
- Olivier Hutman — piano
- Matthias Mahler — trombone
- Yann Martin — trompette
- Michael Nick — violon
- Thomas Savy — clarinettes
- Pierre Wekstein — saxophones, direction musicale

## Discographie
- 2001 : Klezmer Nova (sous le nom de Orient Express Moving Shnorers)
- 2003 : Delicatessen
- 2012 : L'Entre-deux